# Michel Veilande
Michel Veilande, né le 16 octobre 1767 à Manre (Ardennes), mort le 21 mars 1845 à Brières (Ardennes), est un général de brigade du Premier Empire, et plus brièvement un homme politique sous la Restauration.

## Biographie

### Premières armes
Il entre en service comme simple soldat au régiment de Berwick le 13 mai 1786, et doit à sa conduite un avancement assez rapide. 

### Armée du Rhin
Il passe au 1er bataillon de la 53e demi-brigade de ligne, lors de sa réunion à la 159e, devenue ensuite 10e demi-brigade de ligne. Il fait les campagnes de 1792 à 1796 dans l'armée du Rhin, et se distingue dans la retraite du Palatinat, aux sièges de la tête de pont de Mannheim et de Kehl, où il est l'un des premiers qui s'élancent dans les retranchements des ennemis. Pour ces deux actions, il est cité à l'ordre du jour de l'armée de siège.
En 1796, il a un cheval tué sous lui à l'affaire de Rastadt. La même année, il se distingue aux combats de Biberach et de Kinzetfeld.

### Armée d'Angleterre, puis d'Italie
Il fait les campagnes de 1797 à l'armée d'Angleterre, et celles de 1798 et 1799 à l'armée d'Italie. En décembre 1799, il est nommé chef de bataillon au 87e régiment de ligne. Le 29 mars 1800, il commande un bataillon à la prise des hauteurs de Saint-Jacques-de-Ligoni, en Ligurie, et est grièvement blessé. Il protège la retraite de la division Grenier après Novi le 15 août 1799. 
Il fait la campagne de 1801 à l'armée des Grisons, et la suivante à l'armée d'observation du Midi. Le 25 novembre 1803, il est nommé major du 18e régiment de ligne.

### Armée de Réserve
En 1804 et 1805, il sert à l'armée de réserve. Il reçoit le 16 mai 1806, le grade de colonel du 88e régiment de ligne, qu'il commande le 14 octobre à la bataille d'Iéna, où il a un cheval tué sous lui. Il en perd un second le 26 décembre à la bataille de Pułtusk, où, avec moins de 30 hommes, il sauve l'aigle de son régiment qui était enveloppé par une masse d'infanterie et de cavalerie russe. Il combat à l'affaire du 11 mai 1807, sur l'Omuleff, en Pologne, y perd encore un cheval. Le 14 mai 1807, il est créé officier de l'ordre de la Légion d'honneur.

### Campagne d'Espagne
De 1808 à 1812, il est à l'armée d'Espagne. 
En 1808, à la création des titres, il est nommé baron de l'Empire (décret du 19 mars 1808, lettres patentes du 26 octobre 1808), et le 10 mars 1809, il est fait chevalier de l'ordre de la Couronne de Fer. 
Le 19 octobre 1809, il commande une brigade à la bataille d'Ocana, y a un cheval tué sous lui, et y reçoit une forte contusion à la poitrine. 
Il est promu au grade de général de brigade le 28 décembre 1810. Il est cité pour sa belle conduite et sa bravoure avec honneur dans les rapports de l'armée, pour, les sièges de Saragosse, de Badajoz et de Campo-major, ainsi que les batailles de Gebora et d'Albuera les 19 février et 16 mai 1811, actions dans la dernière desquelles il a deux chevaux tués sous lui. Il est cité aussi pour les affaires del Puonte, del Arzobispo et de Villagarcia. À Croumena, le général Veilande surprend l'avant-garde de l'armée anglaise à laquelle il enlève 120 chevaux et 93 hommes. Dans la nuit du 6 au 7 avril 1812, il est fait prisonnier de guerre lors de la prise de Badajoz par l'armée anglo-portugaise.

### Retour en France
Il ne recouvre la liberté que le 28 mai 1814, après une captivité des plus pénibles, et rentre alors en France, où il est bien accueilli par la Restauration. Il est nommé par le roi chevalier de l'ordre royal et militaire de Saint-Louis et le 23 août, commandeur de l'ordre de la Légion d'honneur. 

### Cent Jours
Lors des Cent-Jours, il commande une brigade de l'armée d'observation de l'Est. Il est mis à la retraite comme maréchal de camp le 18 octobre 1815.

### Député libéral sous la Restauration
Le 8 mars 1821, il est élu par le second arrondissement (Vouziers) du département des Ardennes à la Chambre des députés, en remplacement de Louis Lefèvre-Gineau, qui a opté pour l'arrondissement de Mézières, par 117 voix (127 votants, 896 inscrits). Il prend place dans l'opposition constitutionnelle et y vote constamment avec les libéraux. Il ne se représente pas en 1824.

### Monarchie de Juillet
Réintégré dans le cadre de réserve de l'état-major général le 22 mars 1831, il est définitivement admis à la retraite le 1er mai 1832.
Il meurt à Brières (Ardennes) le 21 mars 1845.

## Différents grades
- Entrée en service le 13 mai 1786
- sergent-fourrier le 1er mai 1789
- sergent-major le 26 juillet 1789
- adjudant-sous-lieutenant le 15 septembre 1791
- lieutenant le 1er mars 1792
- capitaine de grenadiers le 28 novembre 1793
- adjudant-major-capitaine le 14 février 1796 (25 pluviôse an IV)
- chef de bataillon le 7 décembre 1799 (16 frimaire an VIII)
- major le 25 novembre 1803
- colonel le 16 mai 1806
- général de brigade le 28 décembre 1810
- mise en inactivité le 18 octobre 1815

## Décorations
- Légion d'honneur :
  -  Chevalier de la Légion d'honneur, le 25 mars 1804.
  -  Officier de la Légion d'honneur, le 14 mai 1807.
  -  Commandeur de la Légion d'honneur, le 23 août 1814[4].
- Chevalier de l'ordre royal et militaire de Saint-Louis, le 24 septembre 1814[3].
- Chevalier de la Couronne de fer le 10 mars 1809.

## Titre et armoiries
Il reçoit le titre de baron de l'Empire (décret du 19 mars 1808, lettres patentes du 26 octobre 1808).
Armoiries : De sable ; à la tour crénelée d'argent, maçonnée de sable, surmontée à dextre d'une étoile d'or et accompagnée d'un cor d'or et d'une grenade de même allumée de gueules, quartier des barons militaires ; et pour livrées : les couleurs de l'écu.